# Wiener Straße (Dresden)

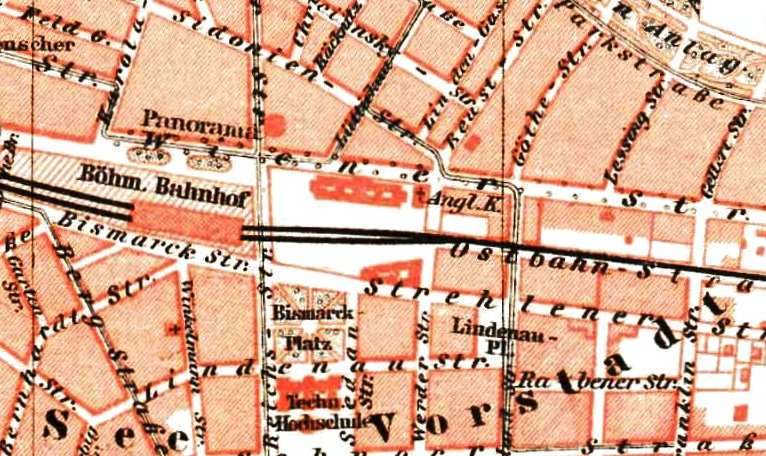
Wiener Straße, 1895

Die Wiener Straße ist eine Innerortsstraße im Dresdner Stadtteil Seevorstadt-Ost/Großer Garten.

## Lage und Verlauf
Die Wiener Straße beginnt am Wiener Platz östlich des Dresdner Hauptbahnhofs an der Straße Am Hauptbahnhof. Anschließend verläuft sie in ostsüdöstlicher Richtung durch die Gemarkungen Altstadt I, Altstadt II und Strehlen. Sie verläuft fast durchgängig parallel zur Tiergartenstraße, die die südliche Begrenzung zum Großen Garten bildet. Zwischen Hauptbahnhof und Gellertstraße ist die Wiener Straße Teil des 26er-Rings. Kurz vor der Einmündung von Andreas-Schubert- und Sidonienstraße stößt die Fahrbahn des Tunnels Wiener Platz auf die Wiener Straße.
In ihrem folgenden Verlauf kreuzt sie sich mit der Uhland- und der bereits erwähnten Gellert- bzw. Franklinstraße und mündet dann in den Richard-Strauss-Platz ein, wo sie sich mit der Gerhart-Hauptmann-Straße (Teil der Staatsstraße 172) kreuzt. Anschließend kreuzt sie eine Reihe nach Musikern benannte Straßen, die Richard-Wagner-Straße, die Beethovenstraße und die Franz-Liszt-Straße. Nachdem sich die Wiener Straße mit der Oskarstraße kreuzt, mündet sie in den Basteiplatz ein, wo sie die Karcherallee, die östliche Begrenzungsstraße des Großen Gartens, kreuzt. Vom Basteiplatz aus führt sie als Stichstraße in ein kleines Wohngebiet.
Insgesamt hat die Straße eine Länge von rund drei Kilometern.

## Geschichte
Die Wiener Straße wurde 1858 angelegt und verband den früheren Böhmischen Bahnhof mit Strehlen, einem Dresdner Villenvorort. Dabei kreuzte die Wiener Straße das Englische Viertel an der Bürgerwiese und erschloss eine reine Villenbebauung. Im Jahr 1899 führte sie bis kurz hinter die heutige Franz-Liszt-Straße (damals Palaisstraße). 1912 war sie bis auf ihre heutige Länge errichtet. Eine Weiterführung in Richtung der Seidnitzer Pferderennbahn war um 1910 geplant, wurde aber nicht ausgeführt.

## Bebauung
- Das Verwaltungsgebäude der Reichsbahndirektion Dresden (Wiener Platz 4) dominierte bis zu seiner Zerstörung die Ostseite des Wiener Platzes und markierte gleichzeitig den Beginn der Wiener Straße. Trotz Proteste seitens der Dresdner Bevölkerung wurde 1952 das Gebäude der Reichsbahndirektion gesprengt.[2]

- Direkt östlich anschließend lag die 1868/1869 von August Pieper und James Piers St. Aubyn erbaute Englische Kirche. Sie wurde 1945 ebenfalls zerstört und 1952 abgebrochen.

- Direkt gegenüber des Verwaltungsgebäudes der Reichsbahndirektion lag seit 1930 deren Erweiterungsbau (Adresse: Wiener Straße 5b). Das Gebäude ist erhalten geblieben, jedoch stark sanierungsbedürftig.

- Die 1945 zerstörte Villa Wiener Straße 2 wurde 1874 von Hermann August Richter erbaut. Sowohl das Intérieur als auch das äußere Erscheinungsbild war nach dem Vorbild der Villa Rosa gestaltet worden. Bemerkenswert war das mittlere Empfangszimmer mit einer Kuppel, die im „genuesischen Stil“ ausgemalt worden war und ansonsten Landschaftsbilder in Wachsfarben von Paul Mohn zeigte.

- Die 1945 zerstörte Villa Wiener Straße 11 wurde 1868/89 von Ernst Lottermoser erbaut. Ein Anbau erfolgte von Manfred Semper im Jahr 1872. Bemerkenswert war eine verglaste Loggia mit Säulen in toskanischer und ionischer Ordnung und eine eingeschossige Bildergalerie mit reich skulptierten Pilastern, Pfeilern, Rundbogenfenstern und Säulen.

- Die Villa Wiener Straße 22 wurde 1869 von Bernhard Hempel erbaut und galt als qualitätsvoller Bau der Nicolai-Schule. Sie wurde durch die Luftangriffe auf Dresden 1945 zerstört, wie auch die Villa Wiener Straße 27, die – 1871 von Albert Heyde erbaut[3] – als „streng renaissancistisch empfundene[r]“ Bau galt.[4]

- Die ebenfalls 1945 zerstörte Villa Wiener Straße 32 wurde 1872 bis 1874 nach den Plänen des bekannten Architekten Emil Rösler als Eckhaus erbaut und galt als „streng renaissancistisch empfundene[r]“ Bau,[4] wobei solch reich dekorierte Villen in den 1870er Jahren eine Seltenheit darstellten. So wurden die Erkerfenster im Obergeschoss von Koren flankiert, während Karytiden die Fenster in den Rücklagen im Obergeschoss flankierten.

- Die Villa Wiener Straße 36 wurde 1875 erbaut und hat die Luftangriffe 1945 unbeschadet überstanden. Der mittig angebrachte Risalit erfuhr bei der Gestaltung eine besondere Aufmerksamkeit. So erhielt das Obergeschoss des Mittelrisalits eine vorgelegte Halbsäulenordnung, ansonsten schmückten den Risaliten Rundbogenfenster.

## Verkehr
Auf der Wiener Straße verkehren die Straßenbahnlinien 9 (Prohlis–Kaditz), 10 (Messe Dresden–Striesen) und 11 (Zschertnitz–Bühlau) der Dresdner Verkehrsbetriebe. Über das Schienennetz der Wiener Straße verlief auch die Strecke der ehemaligen Güterstraßenbahn CarGoTram. Im Busverkehr wird die Wiener Straße zwischen Hauptbahnhof und Uhlandstraße von der Buslinie 66 (Coschütz–Nickern) bedient. Zwischen der Einmündung Sidonien- und Uhlandstraße befindet sich die Haltestelle „Gret-Palucca-Straße“, an der sowohl die Busse als auch die Straßenbahnen halten.
Zwischen der Einmündung des Tunnels Wiener Platz und dem Richard-Strauss-Platz ist die Wiener Straße vierstreifig ausgebaut. Im anschließenden Verlauf hat sie zwei Spuren.

## Sonstiges
Im Gegenzug zur Benennung der Wiener Straße wurde 1875 in Wien die Dresdner Straße benannt, die durch die Leopoldstadt (2. Bezirk) und die im Jahr 1900 von ihr abgetrennte Brigittenau (20. Bezirk) verläuft.